# Bertil Tägtström
Nils Bertil Tägtström, född 28 juni 1878 i Kolbäcks socken, Västmanlands län, död 12 september 1972 i Vaksala församling, Uppsala, var en svensk målare, forsmästare och fiskevårdskonsulent.
Han var son till kontraktsprosten Erik Johan Tägtström och Laura Törnstrand och gift första gången 1908 med Lani von Hedenberg och andra gången från 1931 med Ellen von Schulzenheim samt far till docenten Anna-Lisa Obel. Efter att Tägtström avlagt forsmästarexamen vid Skogsinstitutet arbetade han som forsmästare och fiskevårdskonsulent. Vid sidan av sitt arbete var han verksam som konstnär] och studerade målning vid Siri Schottes målarskola 1895, Behms målarskola 1898–1899 och för Bruno Liljefors 1899–1899 samt kortare perioder för Liljefors under de följande åren. Separat ställde han bland annat ut i Uppsala, Sundsvall, Västerås och i sin ateljé i Österbybruk. Han medverkade i samlingsutställningar med Uplands konstförening i Uppsala. Hans yrkesval kom att återspeglas i hans konst som består av naturmotiv från den vilda skogens rike.